# Johan Palmstruch
Johan Palmstruch (13 de junio de 1611 - 8 de marzo de 1671) fue un banquero letón-holandés. Fundador del Stockholms Banco, considerado como introductor del papel moneda en Europa.

## Biografía
Johan (Hans) Wittmacher nació en Riga, donde su padre era ejercía como mercader. En algún momento de la década de  1630, se trasladó a Ámsterdam donde se casó con Margareta von der Busch (1617-1677) antes de 1644.
Se convirtió en comisionado de la Junta Nacional de Comercio después de su llegada a Suecia en 1647 y empezó entregar propuestas para instituciones bancarias al rey Carlos X Gustavo en la década de 1650. Las primeras dos propuestas fueron rechazadas, pero la tercera, que prometía la mitad de las ganancias del banco para la corona, fue aceptada. Por esté hecho fue nombrado noble sueco bajo el apellido Palmstruch y se convirtió en comisionado en la Universidad Nacional de Comercio.

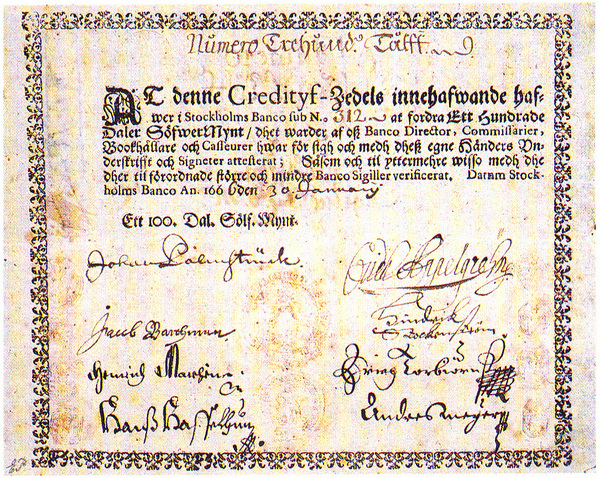
El primer papel moneda en Europa (1666).

El Banco de Estocolmo fue fundado en Estocolmo durante 1657 con Palmstruch como director y gerente general. El banco en sí no era nada, sino que era sencillamente una imitación de los bancos de depósito públicos exitosos de Ámsterdam y Hamburgo, aun así Palmstruch añadió dos innovaciones importantes. La primera de estas era utilizar el dinero depositado en cuentas en el banco para financiar préstamos, sin embargo esto pronto se convirtió en un problema, ya que  como los depósitos era normalmente a corto plazo y los préstamos mucho tiempo plazo, significando aquel dinero depositado era inutilizable de ser retirado por titulares de cuenta.  
Su segunda innovación, solución a este problema en verdad, era la introducción en 1661 del papel de crédito  (Kreditivsedlar en inglés), los primeros billetes en bancos europeos, que serían intercambiables en cualquier tiempo por el oro y monedas de plata que reemplazaban. Fueron muy exitosos, pero el banco comenzó a prestar más de lo que podía pagar e imprimió demasiados billetes sin la garantía necesaria, llevando al colapso del banco en 1668. Esto llevó a la fundación del Sveriges Riksbank.
Palmstruch fue acusado de teneduría de libros irresponsablemente y de no tener el efectivo para pagar estas notas de crédito debido a errores de cálculo  y omisiones en su contabilidad. Fue incapaz de compensar esta escasez y en 1668 fue condenado a la pérdida de su título, la pérdida de su privilegio bancario y exilio o la muerte.  El gobierno reprimió la pena de muerte y Palmstruch era en cambio encarcelado.Quedó en prisión hasta el año 1670 y murió el año siguiente en la edad de 60.